# 城巴42線
城巴42線是香港島一條來往南區華富邨及東區北角碼頭的路線，祇在星期一至六早上繁忙時間提供服務。
此路線與城巴41A線同為往返華富邨及北角碼頭，不過本線取道香港仔隧道及銅鑼灣往返南區，而後者途經南風道、黃泥涌峽、司徒拔道及炮台山道往返，因此兩者之服務對象並無太大關連。
城巴42C線則為42線的輔助路線，祇在星期一至五繁忙時間提供服務，上午單向由北角碼頭開往數碼港，黃昏由數碼港單向開往北角碼頭。

## 歷史
- 1985年11月18日，42線投入服務，當時全程收費$2.5。
- 1987年3月15日，擴展至平日早上至黃昏服務。
- 1987年8月16日，擴展至每日早上至黃昏服務。
- 1998年9月1日，中巴專營權結束後改由新巴接辦。
- 1999年7月26日，服務延至午夜。
- 2000年8月26日，42線和38線與多條新巴東區路線組成港島區首個八達通轉乘優惠計劃。
- 2006年3月12日，在黃竹坑道53號英基工業中心外，增設往北角方向的巴士站。
- 2008年6月8日，全程車費從$6.5加至$6.9。
- 2011年3月21日，42C線投入服務。
- 2017年12月15日：增設實時抵站時間查詢服務。
- 2018年5月28日，42線22:00前往華富方向的班次改經黃竹坑道天橋。
- 2019年11月4日，42線在星期一至五07:30至08:30（公眾假期除外），往北角碼頭方向改經黃竹坑道天橋，不停黃竹坑道「甄沾記大廈」、「業興街」、「黃竹坑遊樂場」三站，改停「香港仔工業學校」站。[1]
- 2022年11月27日，42線在改為只於星期一至六早上繁忙時間提供服務，其餘時間由38線加停華富及黃竹坑道取代，而本線全日服務最後服務日期為2022年11月26日。[2]
- 2023年7月1日，因應城巴新巴專營權合併，本線改由城巴經營。
- 2024年9月23日，42C線往北角碼頭方向增停華富道「華富邨華生樓」巴士站。[3]

## 服務時間及班次
42
| 華富（南）開 | 華富（南）開 | 華富（南）開 | 北角碼頭開 | 北角碼頭開  | 北角碼頭開   |
| 日期         | 服務時間     | 班次（分鐘） | 日期       | 服務時間    | 班次（分鐘） |
| ------------ | ------------ | ------------ | ---------- | ----------- | ------------ |
| 星期一至五   | 06:00-09:52  | 10-12        | 星期一至五 | 05:56-09:49 | 15-20        |
| 星期六       | 06:00-09:52  | 12-15        | 星期六     | 05:56-09:50 | 18-20        |

星期日及公眾假期不設服務
42C
- 星期一至五：
  - 北角碼頭開：08:05、08:35
  - 數碼港開：18:10、18:40

星期六、日及公眾假期不設服務

## 收費
| 路線 | 全程收費 | 分段收費 |
| ---- | -------- | --- |
| 42   | $8.7     | - 聖伯多祿堂往北角碼頭／香港中央圖書館往華富（南）：$7.1 - 過香港仔隧道後往北角碼頭／華富（南）：$5.2 - 銀幕街往北角碼頭：$4.8 |
| 42C  | $8.7     | - 聖伯多祿堂往北角碼頭／香港中央圖書館往數碼港：$7.1 - 過香港仔隧道後往北角碼頭／數碼港：$5.2 - 銀幕街往北角碼頭：$4.8         |

| - 本線設有12歲以下小童及65歲或以上長者半價優惠。 - 65歲或以上香港居民使用「樂悠咭」，以及12歲以下合資格殘疾兒童使用「殘疾人士身份」個人八達通繳付車資，均可享有每程$2.0或半價（以較低者為準）的票價優惠；12至64歲合資格殘疾人士使用「殘疾人士身份」個人八達通（包括「樂悠咭」），以及60至64歲香港居民使用「樂悠咭」繳付車資，均可享有每程$2.0或全費（以較低者為準）的票價優惠。 - 65歲或以上長者如使用長者或一般個人八達通繳付車資，則只可享有半價優惠；12至64歲合資格殘疾人士如不使用「殘疾人士身份」個人八達通，以及60至64歲人士如不使用「樂悠咭」繳付車資，必須繳付全費。 - 乘客可以現金或八達通於上車時付款，不設找續。 - 每位成人乘客可免費攜帶最多兩名4歲以下而不佔座位的兒童乘客乘車，超額之4歲以下小童必須繳付小童車費乘車。 - 九龍巴士、城巴及龍運巴士全職員工及家屬（不包括外判職員）可免費乘搭本路線，惟必須拍職員或職員家屬八達通。 - 乘客亦可使用AlipayHK「易乘碼」、支付寶、WeChatHK／微信支付「搭車碼」、銀聯雲閃付「乘車碼」及BOC Pay「乘車碼」、具有感應式支付功能的VISA、Mastercard及銀聯卡，以及Apple Pay、Google Pay及Samsung Pay流動支付平台繳付車資。使用此支付方式的乘客可享有中途下車之分段收費，以及與其他城巴獨營路線或聯營線城巴班次之轉乘優惠，惟不適用於與非城巴路線之轉乘優惠。乘客亦不能享有「公共交通費用補貼計劃」及「長者及合資格殘疾人士公共交通票價優惠計劃」。 - 此路線接受以AlipayHK「易乘碼」及銀聯雲閃付「乘車碼」繳付車資。使用此等付款方式將只可享有其他同樣接受此付款方式的城巴路線或聯營路線之城巴班次的轉乘優惠，亦不能受惠於劃一$2票價優惠及公共交通費用補貼計劃。 |

### 八達通巴士轉乘計劃
乘客登上42或42C線後90分鐘內以同一張八達通卡轉乘以下路線，或從以下路線登車後90分鐘內以同一張八達通卡轉乘42或42C線，次程可獲$1折扣優惠：
- 42(C)往北角碼頭 → 2A往耀東邨、2X往嘉亨灣、8往杏花邨、8P往小西灣或27往寶馬山
- 2A、2X、8、8P往灣仔或27往寶馬山 → 42(C)往華富／數碼港

## 使用車輛
主要是亞歷山大丹尼士Enviro 500 11.3米/12米（40XX、55XX-58XX）及富豪B9TL 11.3米/12米（45**、52**）巴士行走。

## 行車路線
42
華富（南）開經：華富道、石排灣道、香港仔海傍道、香港仔大道、黃竹坑道、黃竹坑道天橋、黃竹坑道、香港仔隧道、黃泥涌道、摩理臣山道、天樂里、軒尼詩道、怡和街、高士威道、英皇道、書局街、渣華道及電照街。 
有粗體字之路段只星期一至五（公眾假期除外）07:30至08:30的班次停靠
北角碼頭開經：琴行街、英皇道、高士威道、伊榮街、邊寧頓街、怡和街、軒尼詩道、堅拿道巴士專線、堅拿道東、摩理臣山道、黃泥涌道、香港仔隧道、黃竹坑道、黃竹坑道天橋、黃竹坑道、香港仔海傍道、石排灣道及華富道。
42C
數碼港開經：資訊道、數碼港道、域多利道、華翠街、華景街、華富道、華富道、石排灣道、香港仔海傍道、香港仔大道、黃竹坑道、黃竹坑道天橋、黃竹坑道、香港仔隧道、黃泥涌道、摩理臣山道、天樂里、軒尼詩道、怡和街、高士威道、英皇道、書局街、渣華道及電照街。
北角碼頭開經：琴行街、英皇道、高士威道、伊榮街、邊寧頓街、怡和街、軒尼詩道、堅拿道巴士專線、堅拿道東、摩理臣山道、黃泥涌道、香港仔隧道、黃竹坑道、香港仔海傍道、石排灣道、華富道、華景街、華翠街、域多利道、數碼港道及資訊道。

### 沿線車站
42
| 華富（南）開 | 華富（南）開         | 華富（南）開           | 北角碼頭開 | 北角碼頭開           | 北角碼頭開             |
| 序號         | 車站名稱             | 位置                   | 序號       | 車站名稱             | 位置                   |
| ------------ | -------------------- | ---------------------- | ---------- | -------------------- | ---------------------- |
| 1            | 華富（南）           | 華富（南）巴士總站     | 1          | 北角碼頭             | 北角碼頭公共運輸交匯處 |
| 2            | 華富邨華安樓         | 華富道                 | 2          | 琴行街               | 英皇道                 |
| 3            | 田灣街               | 石排灣道               | 3          | 美麗閣               | 英皇道                 |
| 4            | 聖伯多祿堂           | 香港仔大道             | 4          | 新時代廣場           | 英皇道                 |
| 5            | 漁暉道               | 香港仔大道             | 5          | 清風街               | 英皇道                 |
| 6            | 業漁大廈             | 香港仔大道             | 6          | 香港中央圖書館       | 高士威道               |
| ^            | 香港仔工業學校       | 黃竹坑道               | 7          | 希慎廣場             | 軒尼詩道               |
| 7*           | 甄沾記大廈           | 黃竹坑道               | 8          | 堅拿道巴士專用線     | 堅拿道巴士專用線       |
| 8*           | 業興街               | 黃竹坑道               | 9          | 跑馬地馬場           | 摩理臣山道             |
| 9*           | 黃竹坑遊樂場         | 黃竹坑道               | 10         | 香港仔隧道巴士轉乘站 | 黃竹坑道               |
| 10           | 香港仔隧道巴士轉乘站 | 黃竹坑道               | 11         | 勝利工廠大廈         | 黃竹坑道               |
| 11           | 立德里               | 摩理臣山道             | 12         | 逸港居               | 香港仔海傍道           |
| 12           | 馬師道               | 軒尼詩道               | 13         | 香港仔海濱公園       | 香港仔海傍道           |
| 13           | 崇光百貨             | 軒尼詩道               | 14         | 香港仔魚類批發市場   | 香港仔海傍道           |
| 14           | 維多利亞公園         | 高士威道               | 15         | 田灣街               | 香港仔海傍道           |
| 15           | 銀幕街               | 英皇道                 | 16         | 華富邨華樂樓         | 華富道                 |
| 16           | 七海商業中心         | 英皇道                 | 17         | 華富商場             | 華富道                 |
| 17           | 電廠街               | 英皇道                 | 18         | 華富邨華清樓         | 華富道                 |
| 18           | 糖水道               | 英皇道                 | 19         | 培英中學             | 華富道                 |
| 19           | 馬寶道               | 書局街                 | 20         | 華富邨華生樓         | 華富道                 |
| 20           | 北角碼頭             | 北角碼頭公共運輸交匯處 | 21         | 華富（南）           | 華富（南）巴士總站     |

註：

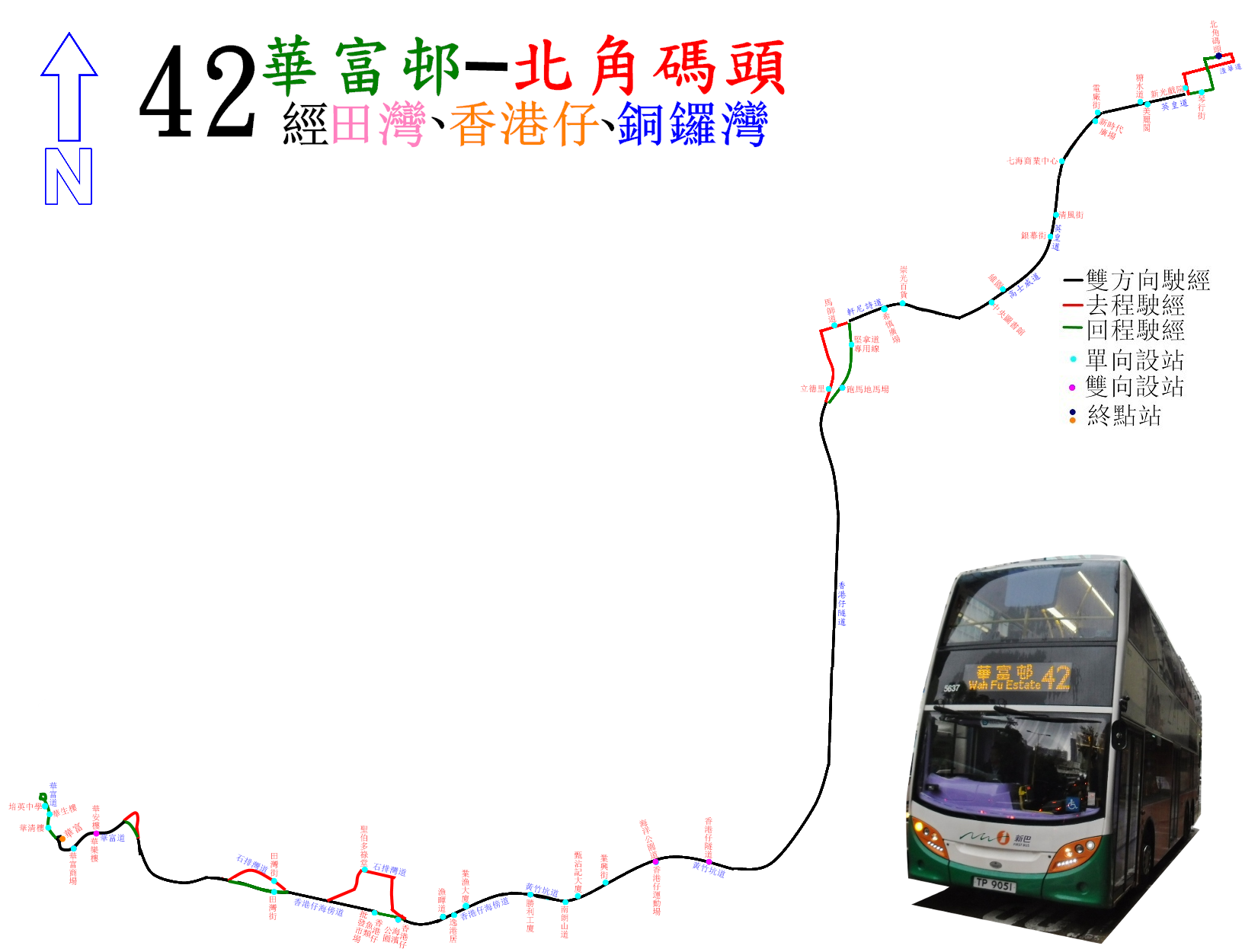
本線的走線圖

1. 星期一至五（公眾假期除外）07:30至08:30的班次不停靠有*號之車站，改經^之車站

42C
| 數碼港開 | 數碼港開             | 數碼港開               | 北角碼頭開 | 北角碼頭開           | 北角碼頭開             |
| 序號     | 車站名稱             | 位置                   | 序號       | 車站名稱             | 位置                   |
| -------- | -------------------- | ---------------------- | ---------- | -------------------- | ---------------------- |
| 1        | 數碼港               | 數碼港公共運輸交匯處   | 1          | 北角碼頭             | 北角碼頭公共運輸交匯處 |
| 2        | 數碼港三座           | 數碼港道               | 2          | 琴行街               | 英皇道                 |
| 3        | 貝沙灣               | 數碼港道               | 3          | 美麗閣               | 英皇道                 |
| 4        | 貝沙灣南灣           | 數碼港道               | 4          | 新時代廣場           | 英皇道                 |
| 5        | 華富（南）           | 華富（南）巴士總站     | 5          | 清風街               | 英皇道                 |
| 6        | 華富邨華安樓         | 華富道                 | 6          | 香港中央圖書館       | 高士威道               |
| 7        | 田灣街               | 石排灣道               | 7          | 希慎廣場             | 軒尼詩道               |
| 8        | 聖伯多祿堂           | 香港仔大道             | 8          | 堅拿道巴士專用線     | 堅拿道巴士專用線       |
| 9        | 漁暉道               | 香港仔大道             | 9          | 跑馬地馬場           | 摩理臣山道             |
| 10       | 業漁大廈             | 香港仔大道             | 10         | 香港仔隧道巴士轉乘站 | 黃竹坑道               |
| 11       | 甄沾記大廈           | 黃竹坑道               | 11         | 香港仔運動場         | 黃竹坑道               |
| 12       | 業興街               | 黃竹坑道               | 12         | 南朗山道             | 黃竹坑道               |
| 13       | 黃竹坑遊樂場         | 黃竹坑道               | 13         | 勝利工廠大廈         | 黃竹坑道               |
| 14       | 香港仔隧道巴士轉乘站 | 黃竹坑道               | 14         | 逸港居               | 香港仔海傍道           |
| 15       | 立德里               | 摩理臣山道             | 15         | 香港仔海濱公園       | 香港仔海傍道           |
| 16       | 馬師道               | 軒尼詩道               | 16         | 香港仔魚類批發市場   | 香港仔海傍道           |
| 17       | 崇光百貨             | 軒尼詩道               | 17         | 田灣街               | 香港仔海傍道           |
| 18       | 維多利亞公園         | 高士威道               | 18         | 華富邨華樂樓         | 華富道                 |
| 19       | 銀幕街               | 英皇道                 | 19         | 華富商場             | 華富道                 |
| 20       | 七海商業中心         | 英皇道                 | 20         | 華富邨華清樓         | 華富道                 |
| 21       | 電廠街               | 英皇道                 | 21         | 培英中學             | 華富道                 |
| 22       | 糖水道               | 英皇道                 | 22         | 貝沙灣南灣           | 數碼港道               |
| 23       | 馬寶道               | 書局街                 | 23         | 貝沙灣               | 數碼港道               |
| 24       | 北角碼頭             | 北角碼頭公共運輸交匯處 | 24         | 數碼港               | 數碼港公共運輸交匯處   |

## 客量
此路線是華富邨往來銅鑼灣及東區的主要路線。雖然沿途有41A及72線提供相近服務，但前者班次較疏、走線迂迴；後者則需步行至華貴邨上車，且不能服務銅鑼灣以東的地區，故此路線客量一直高企，不時頂閘，於平日繁忙時間往來銅鑼灣或假日往來海洋公園的時段更甚。

## 爭議
新巴和運輸署認為此路線與38線介乎華富至北角有超過90%服務範圍重疊，兩線在上午繁忙時段過後的乘客量持續偏低，因此在《2022-2023年度巴士路線計劃》中，提出42線縮減至只於星期一至六早上行走，其餘時段由38線繞經華富、往北角方向改經整段香港仔大道及黃竹坑道地面代替。區議員和地區組織批評合併計劃使置富往返東區的車程遭「三重繞路」而拖慢，對未有鐵路服務的置富及華富居民造成不便，亦質疑未有考慮下班繁忙時段的乘客需求。運輸署和新巴回應稱兩線非繁忙時段載客率偏低，需要集中資源，使相關服務得以持續，合併後38線於下午繁忙時段將加密班次。最終合併計劃在地區反對聲音下仍於2022年11月27日實施，惟38線往北角碼頭方向依舊途經香港仔巴士總站，並增設星期一至六（公眾假期除外）17:55和18:25由香港中央圖書館開往置富花園之特別班次。

## 外部連結
- 新巴/城方官方路線資料 （页面存档备份，存于）
- 城巴42C線 （页面存档备份，存于）
- 城巴42C線路線圖 （页面存档备份，存于）
- 681巴士總站－城巴42線 （页面存档备份，存于）
- 681巴士總站－城巴42C線 （页面存档备份，存于）